# Saison 1938-1939 de la Juventus FC
Maillots
Chronologie
Saison précédente Saison suivante
La saison 1938-1939 de la Juventus est la trente-septième de l'histoire du club, créé quarante-deux ans plus tôt en 1897.
L'équipe de la région du Piémont prend ici part à la 39e édition du championnat d'Italie (10e de Serie A), ainsi qu'à la 5e édition de la Coupe d'Italie (en italien Coppa Italia), pour sa dernière saison avant le début de la Seconde Guerre mondiale.

## Historique
Au mieux depuis la saison précédente par rapport aux dernières années, la Juventus semble cette fois armée pour le titre, entendant également conserver son titre de la Coppa Italia.
Avec aux commandes le président Emilio de la Forest de Divonne dirigeant le club et l'entraîneur Virginio Rosetta dirigeant le banc, le club juventino entreprends au sein de son effectif quelques arrivées comme Carlo Buscaglia au milieu, Luigi Busidoni, Giorgio Giaretta et Renato Marchiaro en attaque.
Le milieu de terrain Mario Varglien, au club depuis 11 ans, devient cette année le 4e et nouveau capitaine de l'équipe, prenant la place de l'oriundo Luis Monti.
À nouveau ambitieuse et avec un espoir retrouvé, le club de Turin commence sa nouvelle saison le dimanche 18 septembre 1938 en affrontant lors de la 1re journée Lucchese et est défait sur le score de 1 but à rien (c'est la première fois depuis la saison 1932-1933 que le club perd le premier match de la saison). S'ensuit ensuite un début compliqué avec un nul suivit d'une défaite, avant d'enfin gagner lors de la 4e journée à domicile contre Naples sur le score de un but à zéro (but de De Filippis). La semaine suivante, la Juve se fait écraser à Milan contre son ennemi de l'Ambrosiana-Inter 5 à 0 à San Siro. Après ensuite deux matchs nuls, les bianconeri ne comptent que 3 points en 7 journées, un début de saison catastrophique, bien loin des espérances. Le club se ressaisit le 13 novembre contre Livourne 2-1 (avec des buts de Monti et Foni sur penalty). S'ensuit ensuite des résultats en dents de scie, l'équipe juventina n'arrivant pas à enchaîner les succès. Le 1er janvier, la Juve et le Milan se séparent sur le score de deux buts partout (buts juventini de De Filippis et Gabetto). Un mois plus tard, lors de la première rencontre de la phase retour, la Juventus et Lucchese ne font pas mieux qu'un but partout (réalisation de De Filippis). Espérant mieux pour la seconde phase du championnat, le club bianconero subit une série de défaites et de nuls avant d'enfin relever la tête le 12 mars, remportant le plus gros succès de la saison, un 3-0 au Stadio Benito Mussolini contre Bari (Tomasi, Borel et Santià comme buteurs), mais n'arrivant toujours pas à redresser la barre. Deux semaines et une défaite plus tard, la Veille Dame se venge de Bologne grâce à un but victorieux de Varglien II. La Juventus alors n'arrive plus à l'extérieur mais se remet à gagner à domicile, le 16 avril contre Novare (grâce à Gabetto) et le 30 avril contre Liguria (grâce à des buts de Tomasi et de Cassano contre son camp). Lors du Derby de Turin 3 semaines plus tard contre le Torino, le match de la 29e journée se solde sur le score de un but partout (réalisation bianconera de Bellini). Pour la dernière journée du 28 mai, Triestina et Madame se séparent à nouveau sur le même score, avec un but de Depetrini pour la Juventus.
Avec seulement 29 points en 30 matchs, les bianconeri réalisent là leur plus mauvaise performance en championnat depuis l'instauration de la Serie A, avec une 8e place décevante, pour seulement 8 victoires, 13 matchs nuls et 9 défaites. Le très grand nombre de scores nuls fait également finir le club avec une différence de buts négative (-6) pour la première fois depuis 17 ans (saison 1921-1922).
Avec un championnat national compliqué, la Juventus doit également se concentrer à défendre son titre de la Coupe d'Italie, vainqueur de l'édition précédente. Le dimanche 25 décembre 1938, lors des seizièmes-de-finale, la Vieille Dame s'impose tranquillement sur le score de 3 buts à 1 au Stadio Silvio Appiani de Padoue grâce à un triplé de Gabetto, mais est stoppée au stade des huitièmes-de-finale par une défaite sur le petit des scores à domicile contre Genova le jeudi 6 avril.
Guglielmo Gabetto termine cette saison le meilleur buteur du club toutes compétitions confondues avec 13 buts (ainsi que capocannoniere de l'effectif en championnat avec 10 buts et en coupe avec 3 buts).
À nouveau éliminée de coupe et déroutée en championnat, la Juventus réalise de loin sa saison la plus compliquée depuis plus d'une décennie.

## Déroulement de la saison

### Résultats en championnat
- Phase aller

| dimanche 18 septembre 1938 1re journée | Lucchese      | 1 - 0 | Juventus | Stadio Porta Elisa, Lucques 15h30 Arbitre : Mastellari |
| dimanche 18 septembre 1938 1re journée | Rosellini 86e |       |          | Stadio Porta Elisa, Lucques 15h30 Arbitre : Mastellari |

| dimanche 25 septembre 1938 2e journée | Juventus          | 1 - 1 | Modène        | Stadio Benito Mussolini, Turin 15h30 Arbitre : Ciamberlini |
| dimanche 25 septembre 1938 2e journée | Gifford 49e (csc) |       | 67e Montanari | Stadio Benito Mussolini, Turin 15h30 Arbitre : Ciamberlini |

| dimanche 2 octobre 1938 3e journée | Roma          | 1 - 0 | Juventus | Campo Testaccio, Rome 15h00 Arbitre : Soliani |
| dimanche 2 octobre 1938 3e journée | Michelini 24e |       |          | Campo Testaccio, Rome 15h00 Arbitre : Soliani |

| dimanche 9 octobre 1938 4e journée | Juventus        | 1 - 0 | Naples | Stadio Benito Mussolini, Turin 15h00 Arbitre : Barlassina |
| dimanche 9 octobre 1938 4e journée | De Filippis 76e |       |        | Stadio Benito Mussolini, Turin 15h00 Arbitre : Barlassina |

| dimanche 16 octobre 1938 5e journée | Ambrosiana-Inter                                                    | 5 - 0 | Juventus | Stadio San Siro, Milan 15h00 Arbitre : Zelocchi |
| dimanche 16 octobre 1938 5e journée | Campatelli 10e · Ferraris 21e · Frossi 61e · Vale 69e · Demaria 89e |       |          | Stadio San Siro, Milan 15h00 Arbitre : Zelocchi |

| dimanche 30 octobre 1938 6e journée | Juventus    | 1 - 1 | Genova         | Stadio Benito Mussolini, Turin 15h00 Arbitre : Mazzarini |
| dimanche 30 octobre 1938 6e journée | Gabetto 39e |       | 32e Lazzaretti | Stadio Benito Mussolini, Turin 15h00 Arbitre : Mazzarini |

| dimanche 6 novembre 1938 7e journée | Bari           | 1 - 1 | Juventus    | Stadio della Vittoria, Bari 14h30 Arbitre : Galeati |
| dimanche 6 novembre 1938 7e journée | Capocasale 39e |       | 55e Gabetto | Stadio della Vittoria, Bari 14h30 Arbitre : Galeati |

| dimanche 13 novembre 1938 8e journée | Juventus                    | 2 - 1 | Livourne     | Stadio Benito Mussolini, Turin 14h30 Arbitre : Dellarole |
| dimanche 13 novembre 1938 8e journée | Monti 1re · Foni 53e (pen.) |       | 13e Zidarich | Stadio Benito Mussolini, Turin 14h30 Arbitre : Dellarole |

| dimanche 27 novembre 1938 9e journée | Bologne     | 1 - 0 | Juventus | Stadio Littoriale, Bologne 14h30 5 000 spectateurs Arbitre : Moretti |
| dimanche 27 novembre 1938 9e journée | Sansone 21e |       |          | Stadio Littoriale, Bologne 14h30 5 000 spectateurs Arbitre : Moretti |

| dimanche 11 décembre 1938 10e journée | Juventus    | 1 - 0 | Lazio | Stadio Benito Mussolini, Turin 14h30 Arbitre : Ciamberlini |
| dimanche 11 décembre 1938 10e journée | Gabetto 26e |       |       | Stadio Benito Mussolini, Turin 14h30 Arbitre : Ciamberlini |

| dimanche 18 décembre 1938 11e journée | Novare | 0 - 0 | Juventus | Stadio Littorio, Novare 14h30 Arbitre : Scorzoni |
| dimanche 18 décembre 1938 11e journée |        |       |          | Stadio Littorio, Novare 14h30 Arbitre : Scorzoni |

| dimanche 1er janvier 1939 12e journée | Juventus                      | 2 - 2 | Milan                     | Stadio Benito Mussolini, Turin 14h30 Arbitre : Scarpi |
| dimanche 1er janvier 1939 12e journée | De Filippis 47e · Gabetto 60e |       | 20e Boffi · 25e Buscaglia | Stadio Benito Mussolini, Turin 14h30 Arbitre : Scarpi |

| dimanche 8 janvier 1939 13e journée | Liguria     | 1 - 1 | Juventus    | Stadio del Littorio, Gênes 14h30 Arbitre : Pirovano |
| dimanche 8 janvier 1939 13e journée | Peretti 63e |       | 60e Gabetto | Stadio del Littorio, Gênes 14h30 Arbitre : Pirovano |

| dimanche 15 janvier 1939 14e journée | Torino                        | 3 - 2 | Juventus                 | Stadio Filadelfia, Turin 14h30 15 000 spectateurs Arbitre : Ciamberlini |
| dimanche 15 janvier 1939 14e journée | Gaddoni 18e 90e · Ferrero 75e |       | 43e Gabetto · 56e Tomasi | Stadio Filadelfia, Turin 14h30 15 000 spectateurs Arbitre : Ciamberlini |

| dimanche 22 janvier 1939 15e journée | Juventus        | 2 - 1 | Triestina    | Stadio Benito Mussolini, Turin 14h30 Arbitre : Scorzoni |
| dimanche 22 janvier 1939 15e journée | Gabetto 28e 77e |       | 24e Trevisan | Stadio Benito Mussolini, Turin 14h30 Arbitre : Scorzoni |

- Phase retour

| dimanche 29 janvier 1939 16e journée | Juventus        | 1 - 1 | Lucchese   | Stadio Benito Mussolini, Turin 14h30 Arbitre : Mazza |
| dimanche 29 janvier 1939 16e journée | De Filippis 28e |       | 71e Turchi | Stadio Benito Mussolini, Turin 14h30 Arbitre : Mazza |

| dimanche 5 février 1939 17e journée | Modène                 | 2 - 0 | Juventus | Stadio Cesare Marzari, Modène 14h30 Arbitre : Barlassina |
| dimanche 5 février 1939 17e journée | Bazan 36e · Zironi 75e |       |          | Stadio Cesare Marzari, Modène 14h30 Arbitre : Barlassina |

| dimanche 12 février 1939 18e journée | Juventus | 0 - 0 | Roma | Stadio Benito Mussolini, Turin 14h30 Arbitre : Scorzoni |
| dimanche 12 février 1939 18e journée |          |       |      | Stadio Benito Mussolini, Turin 14h30 Arbitre : Scorzoni |

| dimanche 19 février 1939 19e journée | Naples                                 | 4 - 1 | Juventus   | Stadio Partenopeo, Naples 15h00 Arbitre : Biancone |
| dimanche 19 février 1939 19e journée | Piccini 28e · Rocco 42e · Mian 60e 89e |       | 61e Santià | Stadio Partenopeo, Naples 15h00 Arbitre : Biancone |

| dimanche 26 février 1939 20e journée | Juventus | 0 - 0 | Ambrosiana-Inter | Stadio Benito Mussolini, Turin 15h00 Arbitre : Scarpi |
| dimanche 26 février 1939 20e journée |          |       |                  | Stadio Benito Mussolini, Turin 15h00 Arbitre : Scarpi |

| dimanche 5 mars 1939 21e journée | Genova                                         | 3 - 2 | Juventus                  | Stade Luigi-Ferraris, Gênes 15h00 Arbitre : Salvatori |
| dimanche 5 mars 1939 21e journée | Sardelli 35e · Scarabello 51e · Lazzaretti 88e |       | 38e Bellini · 60e Gabetto | Stade Luigi-Ferraris, Gênes 15h00 Arbitre : Salvatori |

| dimanche 12 mars 1939 22e journée | Juventus                            | 3 - 0 | Bari | Stadio Benito Mussolini, Turin 15h00 Arbitre : Mazza |
| dimanche 12 mars 1939 22e journée | Tomasi 10e · Borel 23e · Santià 62e |       |      | Stadio Benito Mussolini, Turin 15h00 Arbitre : Mazza |

| dimanche 19 mars 1939 23e journée | Livourne | 1 - 0 | Juventus | Stadio Edda Ciano Mussolini, Livourne 15h00 Arbitre : Saracini |
| dimanche 19 mars 1939 23e journée | Neri 56e |       |          | Stadio Edda Ciano Mussolini, Livourne 15h00 Arbitre : Saracini |

| dimanche 2 avril 1939 24e journée | Juventus        | 1 - 0 | Bologne | Stadio Benito Mussolini, Turin 15h00 10 000 spectateurs Arbitre : Barlassina |
| dimanche 2 avril 1939 24e journée | Varglien II 64e |       |         | Stadio Benito Mussolini, Turin 15h00 10 000 spectateurs Arbitre : Barlassina |

| dimanche 9 avril 1939 25e journée | Lazio        | 1 - 1 | Juventus   | Stadio Nazionale del P.N.F., Rome 15h00 Arbitre : Moretti |
| dimanche 9 avril 1939 25e journée | Riccardi 35e |       | 14e Santià | Stadio Nazionale del P.N.F., Rome 15h00 Arbitre : Moretti |

| dimanche 16 avril 1939 26e journée | Juventus    | 1 - 0 | Novare | Stadio Benito Mussolini, Turin 15h30 Arbitre : Mazza |
| dimanche 16 avril 1939 26e journée | Gabetto 42e |       |        | Stadio Benito Mussolini, Turin 15h30 Arbitre : Mazza |

| dimanche 23 avril 1939 27e journée | Milan | 0 - 0 | Juventus | Stadio San Siro, Milan 15h30 Arbitre : Tonnetti |
| dimanche 23 avril 1939 27e journée |       |       |          | Stadio San Siro, Milan 15h30 Arbitre : Tonnetti |

| dimanche 30 avril 1939 28e journée | Juventus                       | 2 - 1 | Liguria  | Stadio Benito Mussolini, Turin 15h30 Arbitre : Baleatti |
| dimanche 30 avril 1939 28e journée | Tomasi 37e · Cassano 51e (csc) |       | 3e Cagna | Stadio Benito Mussolini, Turin 15h30 Arbitre : Baleatti |

| dimanche 21 mai 1939 29e journée | Juventus    | 1 - 1 | Torino    | Stadio Benito Mussolini, Turin 15h30 8500 spectateurs Arbitre : Dattilo |
| dimanche 21 mai 1939 29e journée | Bellini 68e |       | 75e Baldi | Stadio Benito Mussolini, Turin 15h30 8500 spectateurs Arbitre : Dattilo |

| dimanche 28 mai 1939 30e journée | Triestina | 1 - 1 | Juventus      | Stadio Littorio, Trieste 15h30 Arbitre : Mazza |
| dimanche 28 mai 1939 30e journée | Costa 88e |       | 22e Depetrini | Stadio Littorio, Trieste 15h30 Arbitre : Mazza |

#### Classement
|  |    | Classement final 1938-1939 | Pts | MJ | V  | N  | D  | BP | BC | Dif |
|  | -- | -------------------------- | --- | -- | -- | -- | -- | -- | -- | --- |
|  | 1. | Bologne                    | 42  | 30 | 16 | 10 | 4  | 53 | 31 | +22 |
|  | 2. | Torino                     | 38  | 30 | 14 | 10 | 6  | 45 | 34 | +11 |
|  | 3. | Ambrosiana-Inter           | 37  | 30 | 14 | 9  | 7  | 55 | 37 | +18 |
|  | 4. | Genova 1893                | 35  | 30 | 14 | 7  | 9  | 53 | 30 | +23 |
|  | 5. | Roma                       | 31  | 30 | 14 | 3  | 13 | 39 | 35 | +4  |
|  | 6. | Liguria                    | 31  | 30 | 12 | 7  | 11 | 35 | 34 | +1  |
|  | 7. | Naples                     | 31  | 30 | 10 | 11 | 9  | 30 | 35 | -5  |
|  | 8. | Juventus                   | 29  | 30 | 8  | 13 | 9  | 28 | 34 | -6  |

### Résultats en coupe
- 16e-de-finale

| dimanche 25 décembre 1938 | Padoue            | 1 - 3 | Juventus            | Stadio Silvio Appiani, Padoue 14h30 Arbitre : Pirovano |
| dimanche 25 décembre 1938 | Degli Esposti 15e |       | 61e 70e 81e Gabetto | Stadio Silvio Appiani, Padoue 14h30 Arbitre : Pirovano |

- 8e-de-finale

| jeudi 6 avril 1939 | Juventus | 0 - 1         | Genova | Stadio Benito Mussolini, Turin 16h00 Arbitre : Pizziolo |
| jeudi 6 avril 1939 |          | 2e Lazzaretti |        | Stadio Benito Mussolini, Turin 16h00 Arbitre : Pizziolo |

### Matchs amicaux
| mercredi 7 septembre 1938 | Pays-Bas       | 1 - 1 | Juventus       |  |
| mercredi 7 septembre 1938 | Buteur inconnu |       | Buteur inconnu |  |

| dimanche 23 octobre 1938 | Novare | 3 - 0            | Juventus |  |
| dimanche 23 octobre 1938 |        | Buteurs inconnus |          |  |

| dimanche 4 décembre 1938 | Saluzzo        | 1 - 6 | Juventus         |  |
| dimanche 4 décembre 1938 | Buteur inconnu |       | Buteurs inconnus |  |

| dimanche 26 mars 1939 | Juventus         | 9 - 0 | Coni |  |
| dimanche 26 mars 1939 | Buteurs inconnus |       |      |  |

## Effectif du club
Effectif des joueurs de la Juventus lors de la saison 1938-1939.

## Buteurs
Voici ici les buteurs de la Juventus toutes compétitions confondues.
| 13 buts - Guglielmo Gabetto 3 buts - Lodovico De Filippis - Enrico Santià - Ernesto Tomasi | 2 buts - Savino Bellini 1 but - Felice Borel - Teobaldo Depetrini - Alfredo Foni - Luis Monti - Giovanni Varglien |